# Кёпп, Эйрик
Эйрик Кёпп (норв. Eirik Köpp; род. 10 января 1996) — норвежский гандболист, выступает за норвежский клуб «ГК Хаслум». Со следующего сезона Эйрик Кёпп будет выступать в немецком клубе Гуммерсбах.

## Карьера

#### Клубная карьера
Эйрик Кёпп начинал профессиональную карьеру в клубе Арендал. В 2016 году Кёпп перешёл в ГК Хаслум. В феврале 2017 года, Эйрик Кёпп подписал трёхлетний контракт с немецким клубом Гуммерсбах

#### Сборная
Эйрик Кёпп выступает за молодёжную сборную Норвегии. Эйрик Кёпп также выступал и за взрослую сборную Норвегии.

## Статистика
Статистика Эйрика Кёппа сезона 2016/17 указана на 27.2.2017
| Сезон   | Клуб      | Лига               | Матчи | Голы   | Голы   | Голы  |
| Сезон   | Клуб      | Лига               | Матчи | С игры | 7-метр | Всего |
| ------- | --------- | ------------------ | ----- | ------ | ------ | ----- |
| 2016/17 | ГК Хаслум | GRUNDIGligaen menn | 13    | 41     | 0      | 41    |